# Niel Steenbergen
Daniël Cornelis (Niel) Steenbergen (Steenbergen, 18 april 1911 – Oosterhout, 8 maart 1997) was een Nederlandse beeldhouwer, tekenaar en medailleur.

## Leven en werk
Steenbergen volgde opleidingen aan de Kunstnijverheidsschool in Tilburg (1929-1932), het Hoger Instituut voor Schone Kunsten in Antwerpen (1932-1934) en de Rijksakademie van beeldende kunsten in Amsterdam (1935-1938). Zijn eerste opdracht, een buste van Jan Adriaanszoon Leeghwater (1937), dankte hij aan de bemiddeling van zijn leraar Jan Bronner. Steenbergen was actief als beeldhouwer, medailleur, tekenaar en edelsmid. Hij werd, als opvolger van zijn leraar Gerard Bourgonjon, docent aan de academie in Tilburg. Hij maakte onder andere oorlogsmonumenten, vrije beelden, altaren, preekstoelen en doopvonten. Hij heeft voor vijf Nederlandse bisschoppen de pontificalia (staf, borstkruis en ring) gemaakt.
Net na de Tweede Wereldoorlog richtten hij, Dio Rovers en Gerrit de Morée de Vrije School voor Beeldende Kunsten op (de latere Academie St. Joost). Hij werd benoemd tot lid van de Brabantse Provinciale Commissie voor oorlogs- of vredesgedenktekens, die de minister van Onderwijs, Kunsten en Wetenschappen adviseerde over de plaatsing van oorlogsmonumenten.
Steenbergen was aangesloten bij een aantal kunstenaarsverenigingen, waaronder de Noord-Brabantse Vereniging van Beeldende Kunstenaars Jeroen Bosch te Breda (1947-1955), de Brabantse Stichting voor Beeldende Kunst en Edelambacht (1958-1965), Arti et Amicitiae en de Nederlandse Kring van Beeldhouwers. Steenbergen won diverse prijzen: de Academieprijs België (1935), de gouden Prix de Rome voor Beeldhouwkunst (1938), en de gouden medaille op de Biënnale Salzburg (1956). In 1989 ontving hij de Provinciepenning Noord-Brabant. In 1973 werd hij benoemd tot ridder in de Orde van Oranje-Nassau en in 1976 tot ridder in de Orde van Sint-Gregorius de Grote.

## Werken (selectie)
- Buste Jan Adriaanszoon Leeghwater (1937) in Middenbeemster
- grafsteen voor de Onbekende Brabantse Soldaat (1948) in het oude Willibrorduskerkje te Waalre
- Judith met het hoofd van Holofernes (1952), oorlogsmonument in Breda
- Oorlogsmonument Halsteren (1953), aan gevel van de Sint-Martinuskerk in Halsteren
- Heilig Hartbeeld (Oostelbeers) (1956)
- Oorlogsmonument Helenaveen (1956)
- Sint Hubertus (1957) in Amsterdam
- Oorlogsmonument Steenbergen (1958) in Steenbergen
- Airborne-monument (1959) in Veghel
- Bevrijdingsmonument (1959) in Helmond
- Willem van Duivenvoorde (1963) in Oosterhout, Lukwelpark
- Abraham (1967) in Oosterhout, Slotpark (Abrahamhoek)

## Galerij

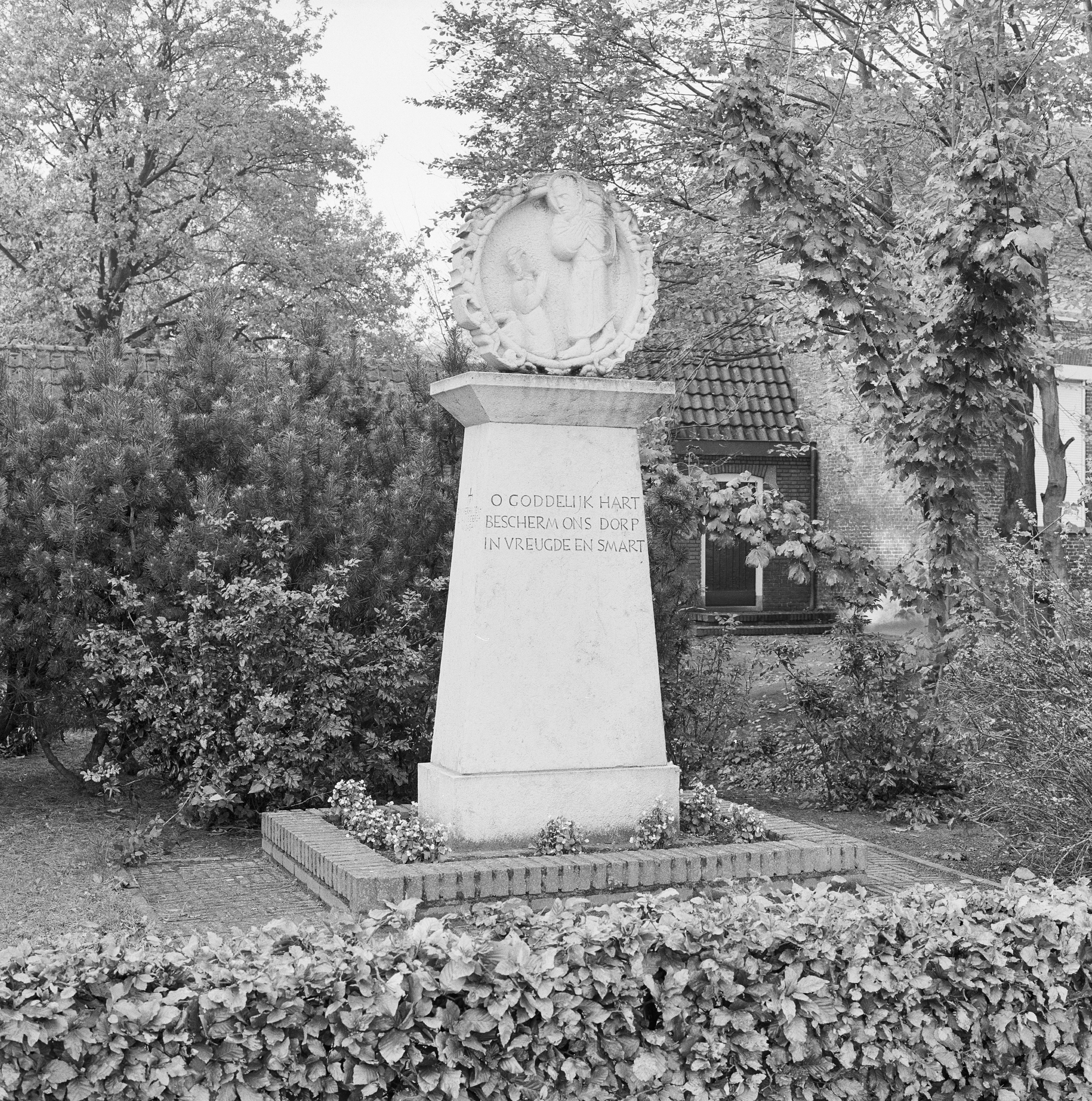
Heilig Hartbeeld (Oostelbeers)
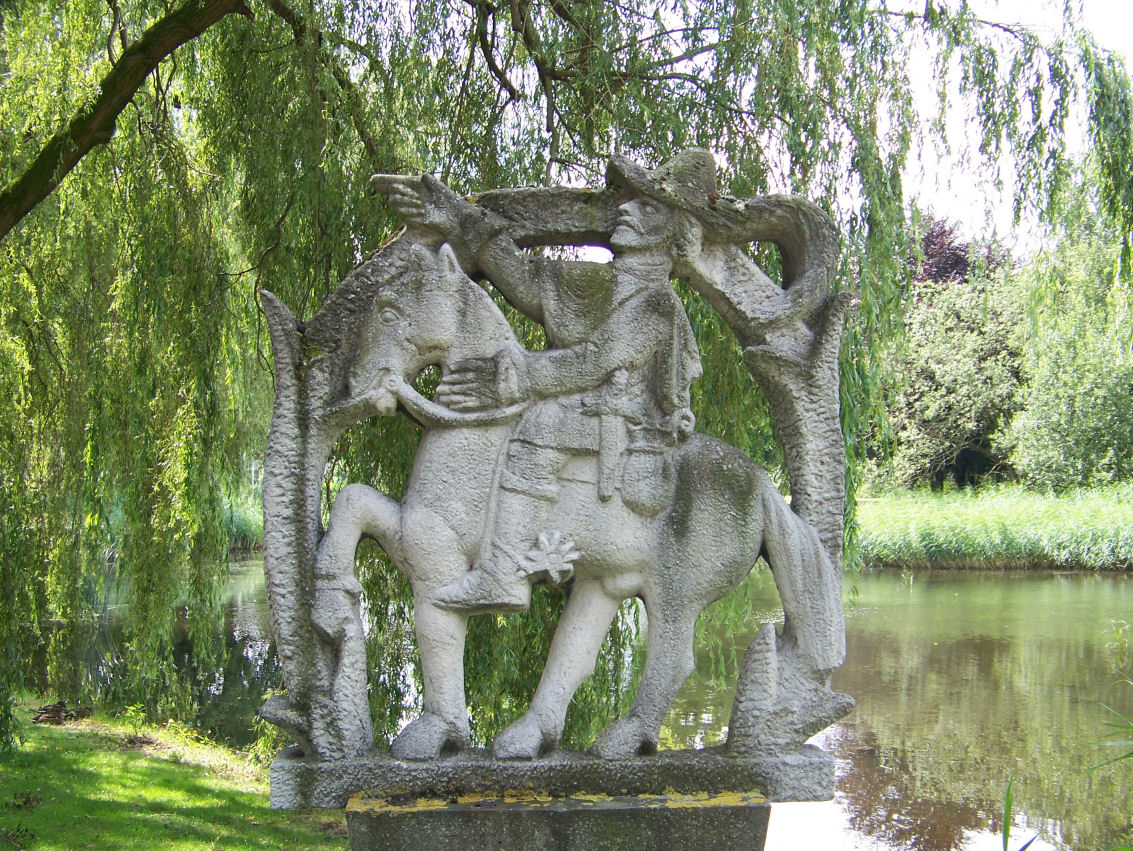
Willem van Duivenvoorde
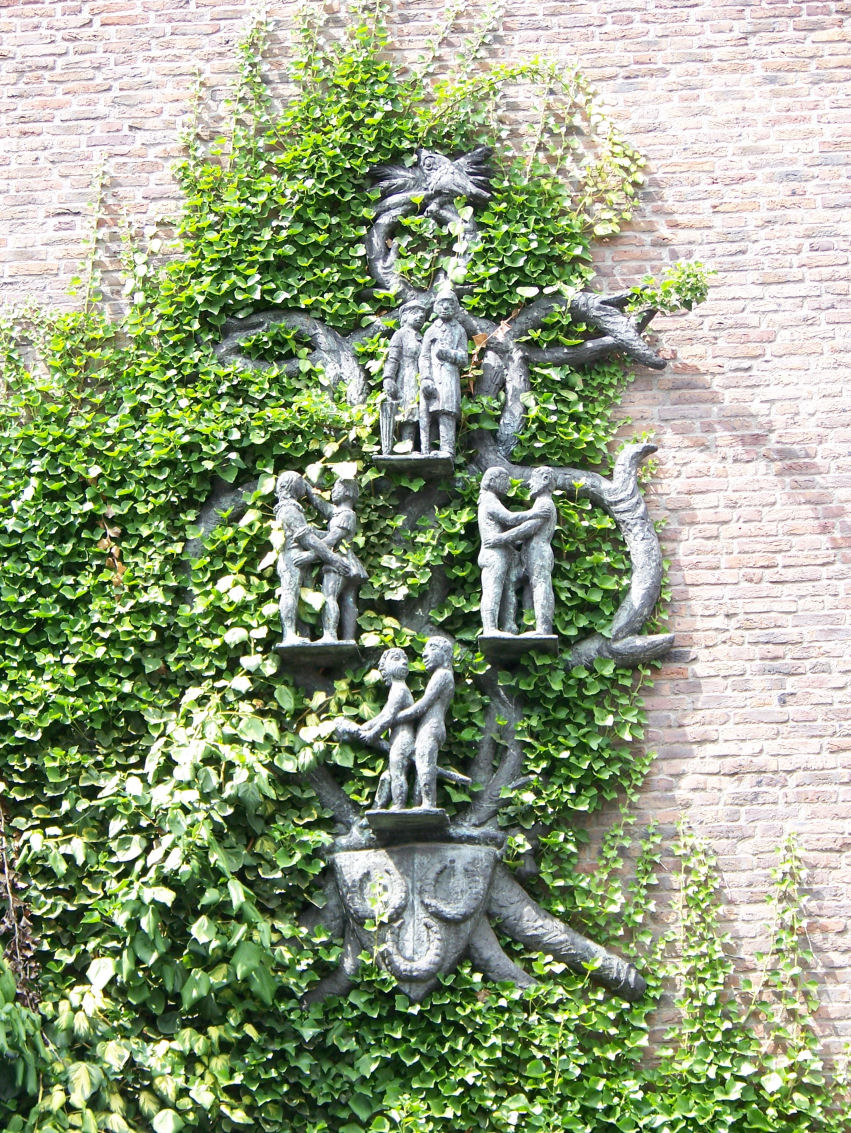
Wandsculptuur gemeentehuis van Oosterhout
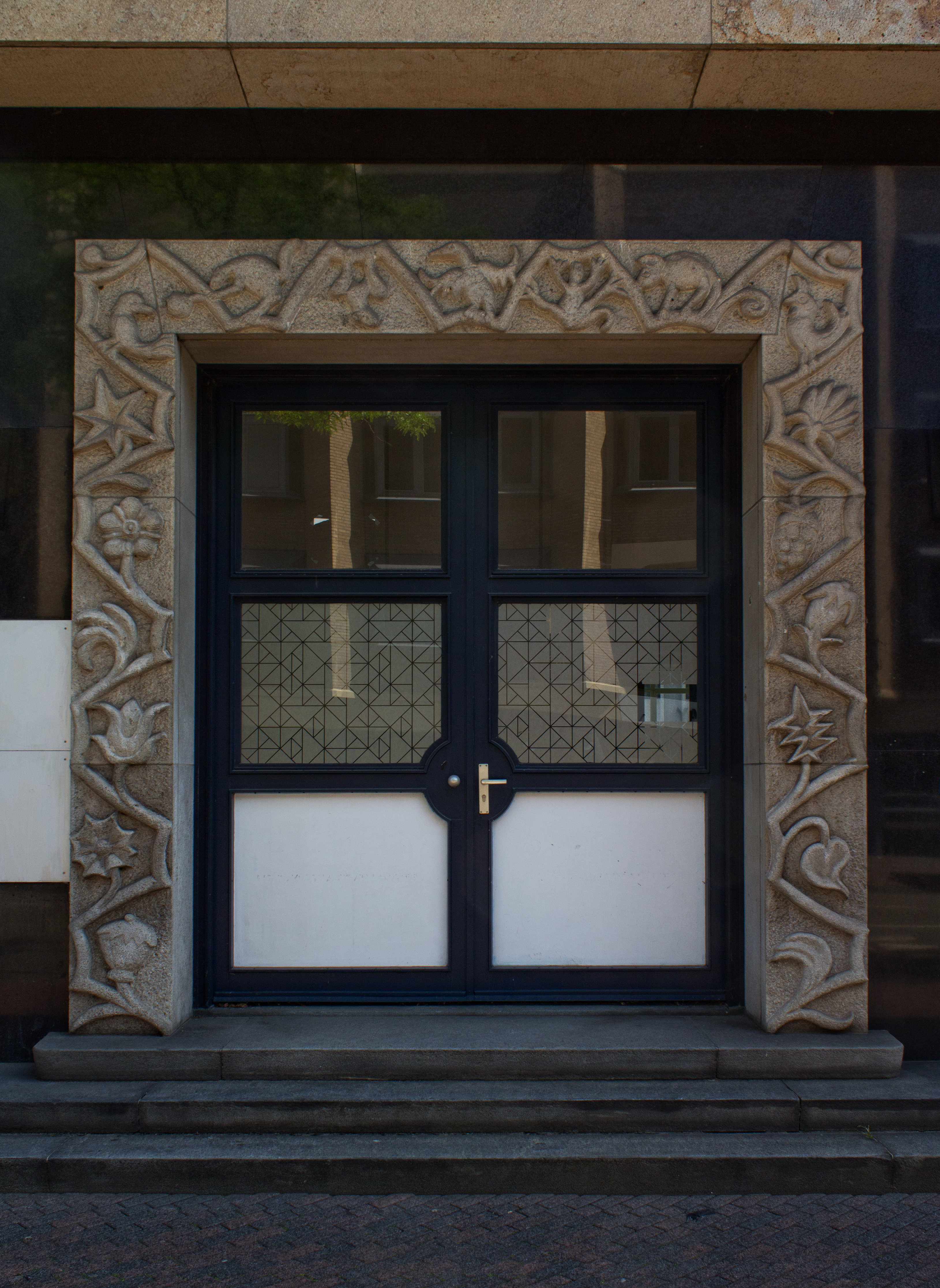
Deuromlijsting Bank van Mierlo & Zoon, Eindhoven